# Алексей III Ангел
Алексей III Ангел (греч. Αλέξιος Γ' Άγγελος; около 1153 — 1211) — византийский император, правивший в 1195—1203 годах.
Когда его младший брат Исаак стал басилевсом, Алексей смог возвратиться на родину и достичь ранга севастократора. В благодарность за оказанную помощь он ослепил правителя и сам занял ромейский престол. Но новый государь ничем не отличался от своего предшественника, и находившаяся в упадке страна была отдана во власть аристократов. Спустя несколько лет сыну свергнутого императора Алексею IV удалось с помощью участников Четвёртого крестового похода возвратить отнятый престол. Но после этого Ангелы правили Константинополем лишь полгода, затем город попал в руки европейцев, а страна распалась на ряд государств.
Всю свою дальнейшую жизнь Алексей III провёл в скитаниях по бывшим землям Византии, но нигде не мог найти приюта. Лишь в 1210 году он нашёл убежище при дворе давнего противника империи — Конийского султаната. Там он решил занять престол Никейской империи, где правил его собственный зять Феодор I Ласкарис. Заключив союз с мусульманами, Ангел проиграл генеральное сражение и окончил свои дни в монастыре.

## Происхождение

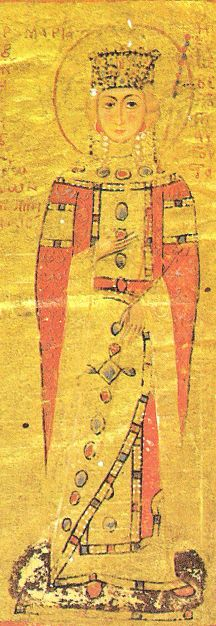
Мария Антиохийская, на стороне которой выступила семья Ангелов

Основателем рода Ангелов был адмирал Сицилии Константин Ангел, женившийся на младшей дочери Алексея I Комнина Феодоре. Отцом Алексея был малоазийский полководец Андроник Дука Ангел, а матерью — Евфросинья Кастамонитисса. Став императором, их сын добавил к своей фамилии имя Комнин, указывая этим на своё знатное происхождение. Таким образом, полное имя правителя Византийской империи было Алексей III Ангел Комнин'.

## Смута (1180—1182)
24 сентября 1180 года умер император Мануил Комнин, назначивший своим наследником своего несовершеннолетнего сына Алексея. В борьбе за регентство над ним столкнулись латинская и патриотическая партии.
Первую представляли вдова императора Мария Антиохийская и её любовник протосеваст Алексей Комнин, опиравшиеся на латинскую общину Константинополя. Участники второй группировки опасались за жизнь юного императора, не желая усиления латинян. В состав партии входили представители императорской семьи и знати, а также духовенство.
Весной 1182 года из Пафлагонии выступил двоюродный брат Мануила — Андроник Комнин. На его сторону встало провинциальное население, не желавшее усиления иностранного влияния в Византии.
Против смутьяна были направлены императорские войска под командованием Андроника Ангела, который растратил выделенные на содержание армии деньги. В битве при Хараксе она была разбита, и полководец вместе с шестью сыновьями перешёл на сторону Комнина, приветствовавшего их цитатой из Евангелия: «Се, Я посылаю Ангела Моего пред лицом Твоим, который приготовит путь Твой пред Тобою».
Протосеваст Алексей Комнин решил защищать столицу с помощью флота под командованием великого дуки Андроника Контостефана, но столичное население стало переходить на сторону Андроника. 2 мая 1181 года варяжская гвардия схватила протосеваста и спустя несколько дней отдала его Андронику, ослепившему соперника.

## Борьба с Андроником Комнином. Изгнание
Вступив в столицу, Андроник присягнул на верность малолетнему императору Алексею II в качестве регента, после чего занял Влахернский дворец. Комнин стал прибирать власть к своим рукам, начав отправлять аристократов в ссылку и ослепляя их. В конце 1182 года Андроник организовал казнь Марии Антиохийской, уговорив Алексея подписать ей смертный приговор.

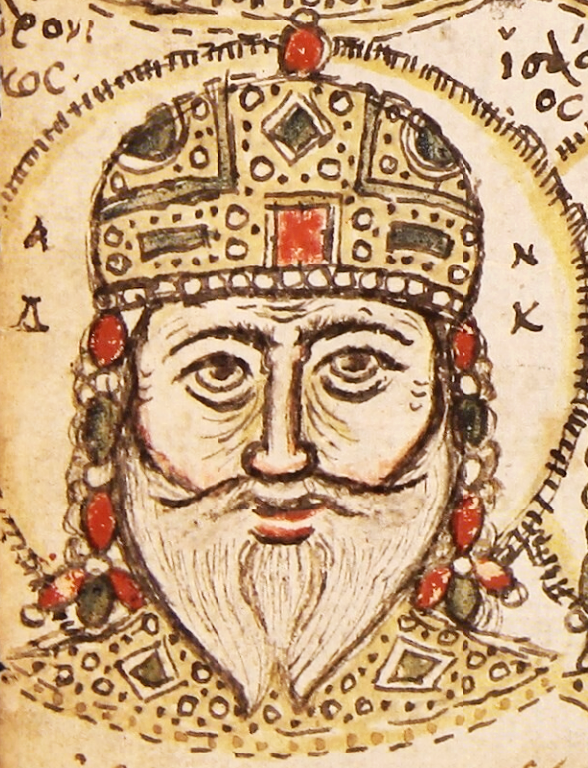
Андроник I Комнин

В сентябре 1183 года Андроник был провозглашён соправителем в Михайловском дворце Константинополя, толпа с радостью приветствовала это назначение. Спустя несколько дней на заседании Совета было решено избавиться от Алексея, Трипсих и Дадибрин убили юного императора, задушив тетивой от лука. После этого Андроник женился на его вдове — одиннадцатилетней французской принцессе Анне.
В 1183 году Алексей вместе с братьями и отцом участвовал в неудачном заговоре против Андроника Комнина и после этого бежал в Палестину, но в 1185 году младшему брату Алексея Исааку удалось свергнуть Андроника.
Только в 1190 году Алексей вернулся ко двору нового императора. Согласно Жоффруа де Виллардуэну и Роберу де Клари, Исаак выкупил старшего брата из мусульманского плена.

## На службе империи
Получив в награду титул севастократора, Ангел участвовал в борьбе с Лже-Алексеем. Тот объявился в 1186 году и выдавал себя за убитого Андроником сына Мануила Комнина, погибшего в 1182 году.
...на возвратном пути в Армалу Лже-Алексей остановился однажды в замке Писсе, пил здесь весьма много, и когда уснул от опьянения, то один священник собственным его мечом отрубил ему голову. Севастократор Алексей, вглядевшись пристально в представленную ему голову самозванца и похлыстав конским бичом её золотистые волосы, сказал: «Не без всякого же основания этому человеку сдавались города!»
Самозванец был родом из Константинополя, но, появившись в долине Меандра. Как сообщает Никита Хониат, тот « «с таким искусством разыгрывал свою роль и до такой степени ловко подделывался под наружность покойного царя Алексея, что походил на него даже прическою и цветом золотистых волос и так же точно заикался, как покойный царь отрок». Он быстро переправился ко двору султана Кылыч-Арслана II. Найдя там убежище, ромей вместе с дарами получил специальную грамоту — мусурий — и с её помощью смог собрать 8-тысячное сельджукское войско.
После этого самозванец начал активное наступление в Меандре, захватывая города и поджигая крестьянские гумна, за что получил прозвище Гумножёг. Алексей стал весьма популярным в народе, да и знать начинала признавать его права на столичный престол.
Алексей Ангел избегал боевых действий, желая сохранить контроль над оставшейся территорией. Но бунт закончился после случайной гибели самозванца.

## Обретение власти

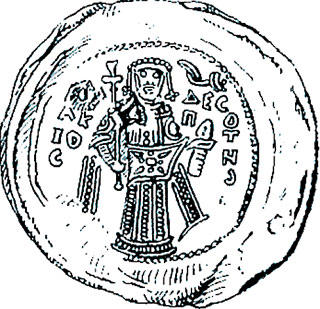
Печать Исаака II Ангела

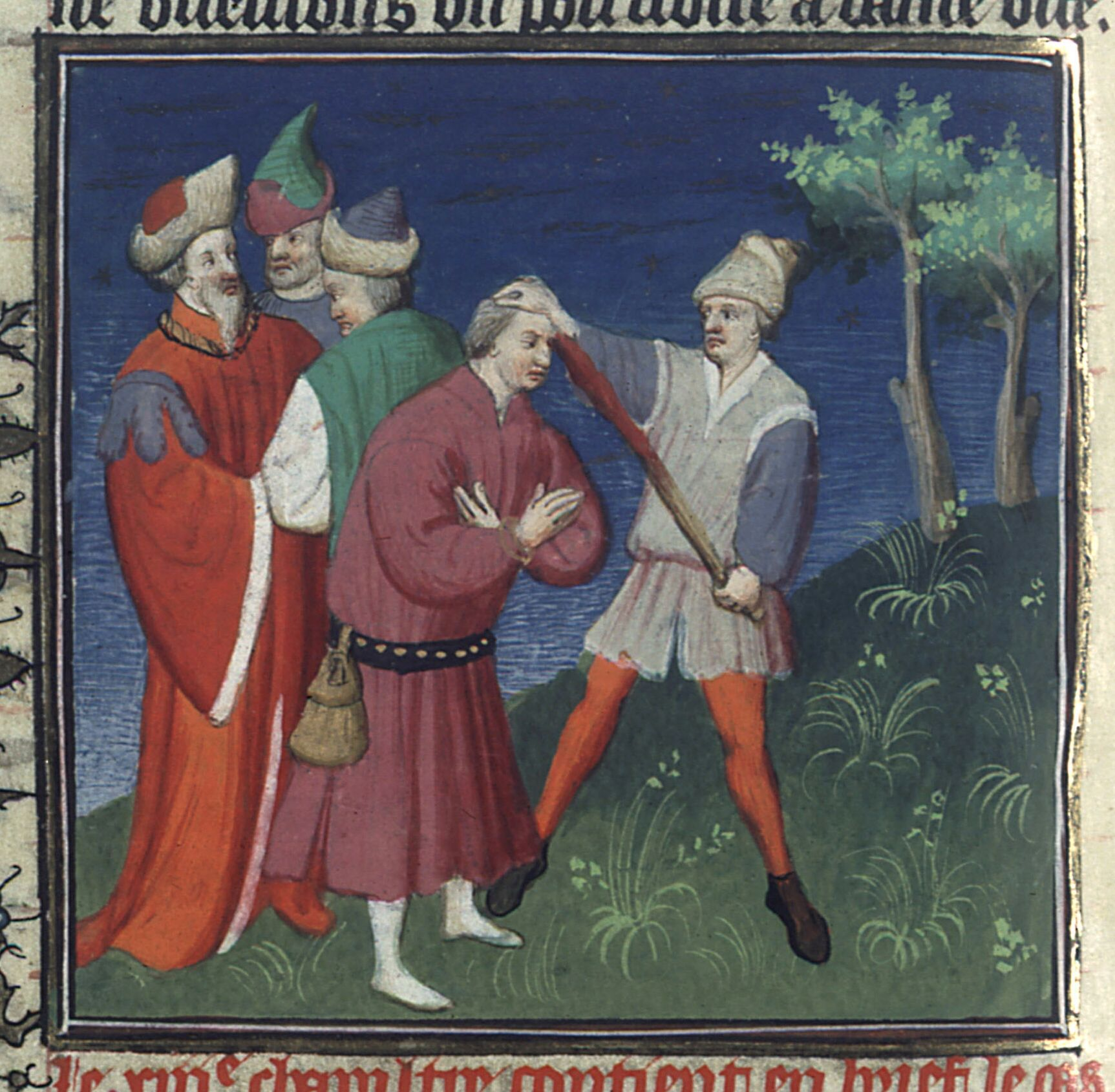
Исаака II Ангела ослепляют по приказу брата

В марте 1195 года Исаак отправился в очередной поход против болгар. Он подготовился к военным действиям, получив отряд от венгерского короля, а также взял золото для обеспечения войска. В городе Рожосто басилевс посетил местного юродивого Васильюшку, который при встрече с правителем «начал палкою, которую носил в руках, скоблить царский портрет, нарисованный красками на стене его молельной хижины, стараясь выцарапать ему глаза, и несколько раз покушался выхватить у императора шляпу и бросить её на пол». Окружение Исаака посчитало это плохой приметой, хотя он не воспринял произошедшее событие всерьёз.
Прибыв в Кипселы, басилевс решил дождаться отставших отрядов. Находясь 8 апреля на охоте, Исаак узнал о провозглашении знатью новым императором его старшего брата Алексея. За бывшим правителем были отправлены преследователи, настигшие его во Фракии. Бывшего государя ослепили и затем отправили в столичную тюрьму.

## Внешняя политика

### Отношения с Генрихом VI
Итак, гробницы были ограблены, и у людей, некогда владычествовавших над римлянами и знаменитых своими деяниями, остались одни каменные хитоны — скудный и последний покров, лишённый всякого драгоценного украшения. Даже гроб Константина Великого не остался бы нетронутым и не ограбленным, если бы воры, предупредив указ царя, не похитили его золотых украшений
В 1194 году наследник Фридриха Барбароссы Генрих VI смог присоединить к своим владениям Сицилийское королевство. После этого он потребовал у Исаака II Ангела передать ему земли от Диррахия до Фессалоник, которые ненадолго были заняты норманнами в 1185 году. Также он пожелал получить возмещение понесённых Фридрихом убытков, а также содействие византийского флота в грядущем крестовом походе. Для обеспечения последнего мероприятия немцы требовали ежегодной выплаты 50 кентинариев золота (позже эта сумма была снижена до 16 кентинариев).
Алексей III придумал для этих выплат специальный «немецкий налог» — аллеманикон (ἀλεμανικόν). Сначала император хотел забрать церковную утварь, но отказался от этой затеи из-за возмущения духовенства. Лишь обобрав царские гробницы в церкви Святых Апостолов, ромеи нашли источник уплаты. Впрочем золото не покинуло Византию: 28 сентября 1197 года Генрих умер от лихорадки, а его наследник — Филипп Швабский — был занят внутренними распрями.

### Сельджукский изгнанник
К весне 1189 года конийский султан Кылыч-Арслан II устал от власти и разделил своё государство поровну между 11 сыновьями. Однако отцовская воля не стала для них серьёзной преградой, и в стране начались междоусобицы. Лишь самый младший сын Кей-Хосров I дал отцу приют. Когда в 1192 году Арслан умер, старший брат Хосрова Рукн ад-дин отнял у него Конью, тем самым став правителем всего султаната. Младшему брату пришлось бежать в Византию.
В Константинополе Кей-Хосров женился на дочери византийского аристократа Мануила Маврозома, а также успел подружиться с Алексеем III, который в итоге его усыновил.
После гибели Рукн-ад-дина в 1204 году изгнанник с помощью наёмников своего свёкра возвратил отнятый престол, свергнув своего племянника Кылыч-Арслана III.

### Царица Тамара

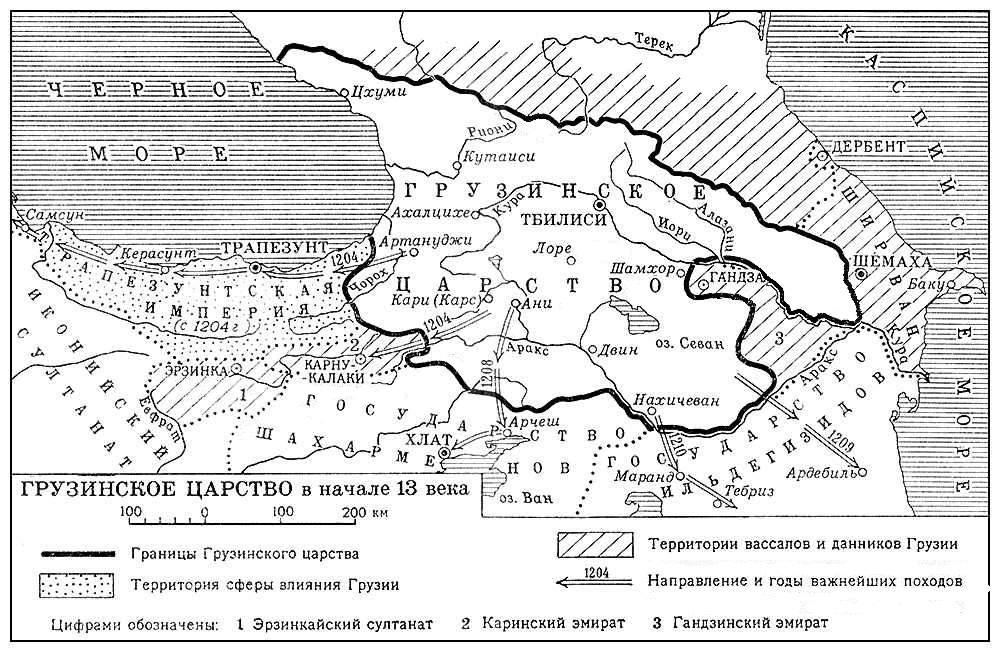
Грузинское царство в начале XIII века

Правительница Грузинского царства Тамара была в родственных отношениях с династией Комнинов. После свержения Андроника и убийства его сыновей Иоанна и Мануила дети последнего (братья Алексей и Давид) нашли у неё политическое убежище. Это не могло не осложнить отношения между ней и династией Ангелов, которые оказывали поддержку её бывшему супругу Юрию, желавшему вернуть себе власть. Царица оказывала широкую материальную поддержку византийским монастырям и поэтому была в курсе всех государственных событий. В 1203 году она отправила монахам Афонского и других монастырей щедрые дары. Но ценности были отняты по личному приказу Алексея III.
Тамара получила отличный повод для начала военных действий. В апреле 1204 года при поддержке грузинских отрядов была захвачена фема Халдия, и 23 апреля 1204 года братья вступили в Трапезунд, где Алексей был коронован императором. Он и Давид приняли имя Великих Комнинов и в дальнейшем участвовали в борьбе за установление своей власти в Константинополе.
В самой феме не нашлось сторонников династии Ангелов. Местные аристократические династии — Дораниты, Камахины, Каваситы, Митцоматы и Тцанихиты — не имели доступа к высшим административным должностям, а большая часть налогов уходила в столицу империи. Купечество желало более активного участия в торговых сделках, а простой народ хотел иметь защиту от сельджуков.

## Балканская политика

### Болгария

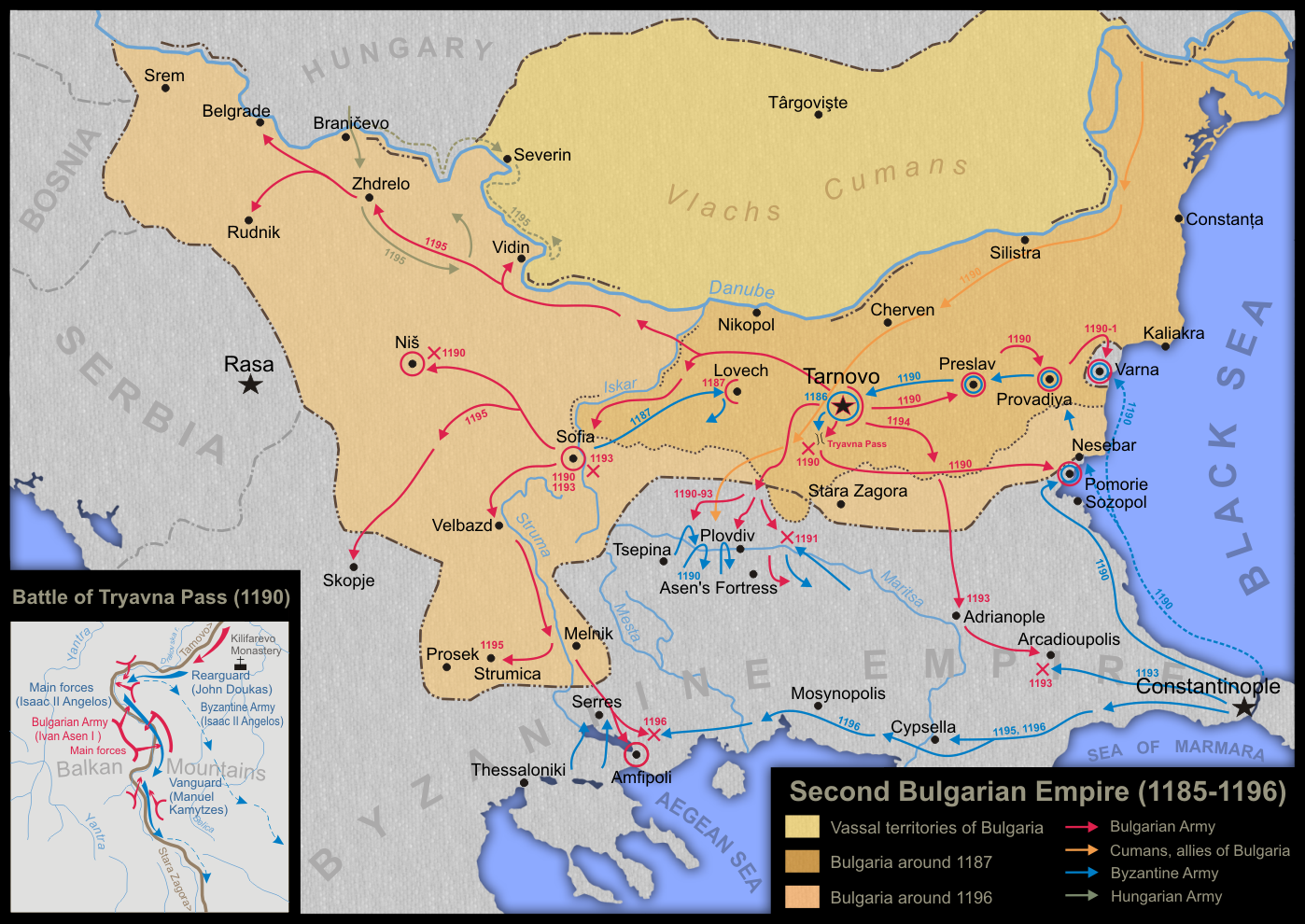
Второе Болгарское царство в 1196 году

К 1195 году на северной границе Византии уже 8 лет существовало независимое Болгарское царство. Осенью 1187 года состоялась коронация Ивана Асеня, которому подчинялась северо-восточная часть Болгарии.
К 1196 году в Болгарии началась смута: царь Иван Асень был убит боярином Иванкой. После этого престол перешёл в руки брата покойного Петра IV. Но против него поднялась часть бояр, поддержавшая Ивана и желавшая мира с Византией. Войска смутьяна захватили столицу страны — город Тырново, и после этого Пётр IV отправил послание Алексею III. В нём он просил прислать дополнительную армию, а в обмен вся Болгария признаёт над собой власть басилевса.
Император долго думал над этим предложением и в итоге отправил к границе протостратора Мануила Камицу. Но тот побоялся вступать на земли северного соседа, чем вызвал недовольство собственного войска. Узнав о нерешительности полководца, Ангел сам возглавил армию, но также повернул назад. К этому времени Пётр IV смог одолеть своих внутренних противников, но царь недолго радовался своим успехам: в 1196 году его убили. После этого события престол наследовал его младший брат — Калоян, успевший до этого побывать заложником в византийской столице.

Памятник царю Калояну в Варне

Под власть Алексея III переметнулись мятежные болгарские вельможи Иванко и Добромир Хриз. Первый обязался защищать Филиппополь, второй получил в собственное владение Просек и Струмицу.
В 1200 году болгары и половцы разграбили окрестности города Чорлу. В 1201 году Калоян вступил во Фракию, где захватил Констанцию и Варну. Гарнизон второго города оказал серьёзное сопротивление, за что царь повелел закопать всех пленных в крепостном рву.
В 1201 году был заключён мирный договор с Византией. Согласно ему за болгарами закреплялись Констанция, Варна и Просек, а ромеям возвращались города Прилеп, Пелагония и Струмиц. Также государства заключали оборонительный союз, но статус Болгарии так и оставался неопределённым.
Новый болгарский правитель завёл активную переписку с папой Иннокентием III. В 1203 году царь издал хрисовул, в котором признавал верховенство римского папы. В ноябре 1204 года в Тырново римский легат венчал Калояна короной, а архиепископ Болгарии был повышен до примаса. В обмен болгары переходили в лоно католической церкви.

### Сербия
Византийская империя в 1190 году признала независимость сербского жупана Стефана Немани. В 1196 году состоялась свадьба его сына и дочери Алексея III Евдокии, и вскоре зять получил титул севастократора. 25 марта 1196 года сербский государь ушёл в монахи, а престол передал Стефану. Но около 1201/1202 года дочь басилевса была обвинена мужем в прелюбодеянии и была изгнана из Сербии и нашла убежище в Зете, правитель которой помог ей вернуться в Константинополь.

## Подавитель мятежей

### Третье пришествие Лже-Алексея
Летом 1195 года объявился новый самозванец, выдававший себя всё за того же Алексея, сына Мануила I Комнина. Его приютил султан Анкиры Месуд. Хотя он отлично знал о самозванстве Лже-Алексея, он решил затеять интригу, надеясь выторговать что-нибудь у императора. Султан дал самозванцу деньги и войска, и тот вскоре начал набеги на пограничные ромейские города. Император отправил на борьбу с самозванцем евнуха и паракимомена Ионополитта. Но он ничего не мог сделать, и Алексей III сам прибыл в Анкиру, надеясь не только расправиться с Лже-Алексеем, но и заключить с султаном мирный договор.
Однако переговоры с Масудом зашли в тупик, так как он требовал слишком большую плату за заключение союза. Ангел за 2 месяца закрепил контроль над приграничными крепостями и возвратился в Константинополь, оставив на месте Мануила Кантакузина. Тот не решался бороться с самозванцем, и лишь убийство царевича в Цуруле положило конец мятежу.

### Столичные беспорядки
Алексей III назначил Иоанна Лагоса начальником столичной тюрьмы. Тот договорился с арестованными ворами и по ночам выпускал их в город, получая за это часть награбленного. Императору докладывали о незаконном бизнесе чиновника, но правитель постоянно откладывал решение этого вопроса. В итоге, Лагос занялся настоящим беспределом: арестовав ни в чём не повинного ремесленника, он приказал избить его палками.
Возмущённые горожане решили поймать Лагоса, но тот сбежал. Царь в это время находился в столичном пригороде Хрисополь, и приказал эпарху Константину Торнику навести порядок. Но как только отряд последнего попал на глаза недовольных, те осыпали его камнями, заставив того отступить. После этого народ разрушил городскую тюрьму и начал грабить её храм. Только прибытие войск под командованием зятя басилевса Алексея Палеолога позволило покончить с волнениями.

### Иоанн Толстый

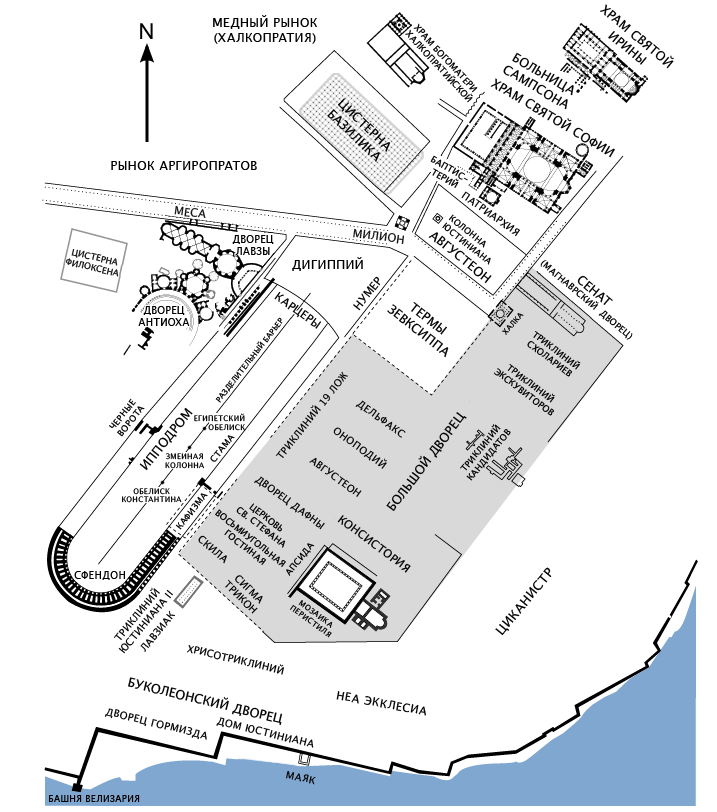
Имперский округ Константинополя, где утвердился Иоанн

31 июля 1201 года аристократ Иоанн Комнин, по прозвищу Толстый, вместе со своими сторонниками ворвался в собор Святой Софии, где провозгласил себя новым правителем.
Голова мятежника, ещё истекая кровью, со страшно оскаленным ртом и моргающими глазами, была на петле поднята среди торговой площади на показ всем, а труп на носилках был выставлен под открытым небом у южных ворот влахернского дворца. Глядя вниз с высоты царского жилья, надстроенного над этими воротами, царь любовался на труп бедного Иоанна, раздувшийся толще быка, торжествовал от радости и хвастал счастливым окончанием всего дела. Впоследствии тело было взято отсюда и брошено на съедение собакам и птицам, — что показалось, однако, всем в некоторой степени уже зверством и бесчеловечием!
Захватив западную часть дворца, Иоанн сел на императорский трон, который сломался из-за его большого веса. После этого он раздал своим главным сторонниками важнейшие государственные посты. Среди них были грузинские и итальянские наёмники, и они начали заниматься разбоем. Войско Иоанна базировалось у ипподрома, но он сам никоим образом не думал о собственной безопасности: дворцовые ворота не были восстановлены, а во дворце не было стражи.
Когда настала ночь, толпа разошлась по домам, готовясь с утра продолжить грабежи. В это время, Алексей III находился во Влахернском дворце, который располагался в северо-западной части города. У Одигийского монастыря отряд императорской свиты соединился с секироносцами. Их возглавил зять императора Алексей Палеолог. Им удалось разбить мятежников, а сам Иоанн был убит. Одни восставшие были казнены, другие — отправлены в тюрьмы.

## Внутренняя политика

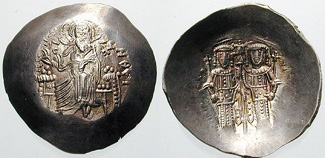
Аспрон Алексея III (он и Святой Константин стоят рядом с лабарумом, держа скипетры)

Захватив власть, Алексей сразу возвратился в столицу. Там он провозгласил себя императором и начал раздавать деньги своим сторонникам. Источником раздачи выступило золото, взятое Исааком на войну с болгарами. После окончания денег правитель начал раздавать поместья, а затем и титулы.
В экономике Ангел Комнин продолжил политику своего брата Исаака. В 1198 году он подписал хрисовул, подтверждавший оборонительный союз с Венецианской республикой. Документ подтвердил её торговые привилегии и добавил несколько новых преференций, но границы венецианского квартала в Константинополе остались без изменений.

### Провал реформ
...какую бы бумагу ни поднёс кто царю, он тотчас подписывал, будь там бессмысленный набор слов и требуй проситель, чтобы море пахали, по земле плавали, а горы переставили на середину моря, или, как в басне говорится, чтобы Афон поставить на Олимп
Алексей III объявил, что должности не продаются за деньги, но даются даром и по достоинству, однако при дворе процветали коррупция и взяточничество. Эта ситуация обеспокоила императрицу Евфросинью, и она поручила навести здесь порядок Константину Месопотамскому. Своими действиями тот возбудил ненависть её родни — зятя Андроника Контостефана и брата Василия Каматира. Они сказали Алексею о неверности его супруги, и он на полгода выгнал её из Влахернского дворца, а также казнил её мнимого любовника Ватаца. Позже Евфросинья смогла убедить Ангела Комнина в своей верности и вернулась ко двору, но перестала участвовать в государственных делах.
В это время Константин смог стать архиереем Фессалоник и при этом оставался на государственной службе. Это заставило его противников объединиться против фаворита, и в итоге им удалось убедить императора лишить его светской и церковной должностей. Преемники Константина не пожелали продолжать борьбу с коррупцией.

### Царство коррупции

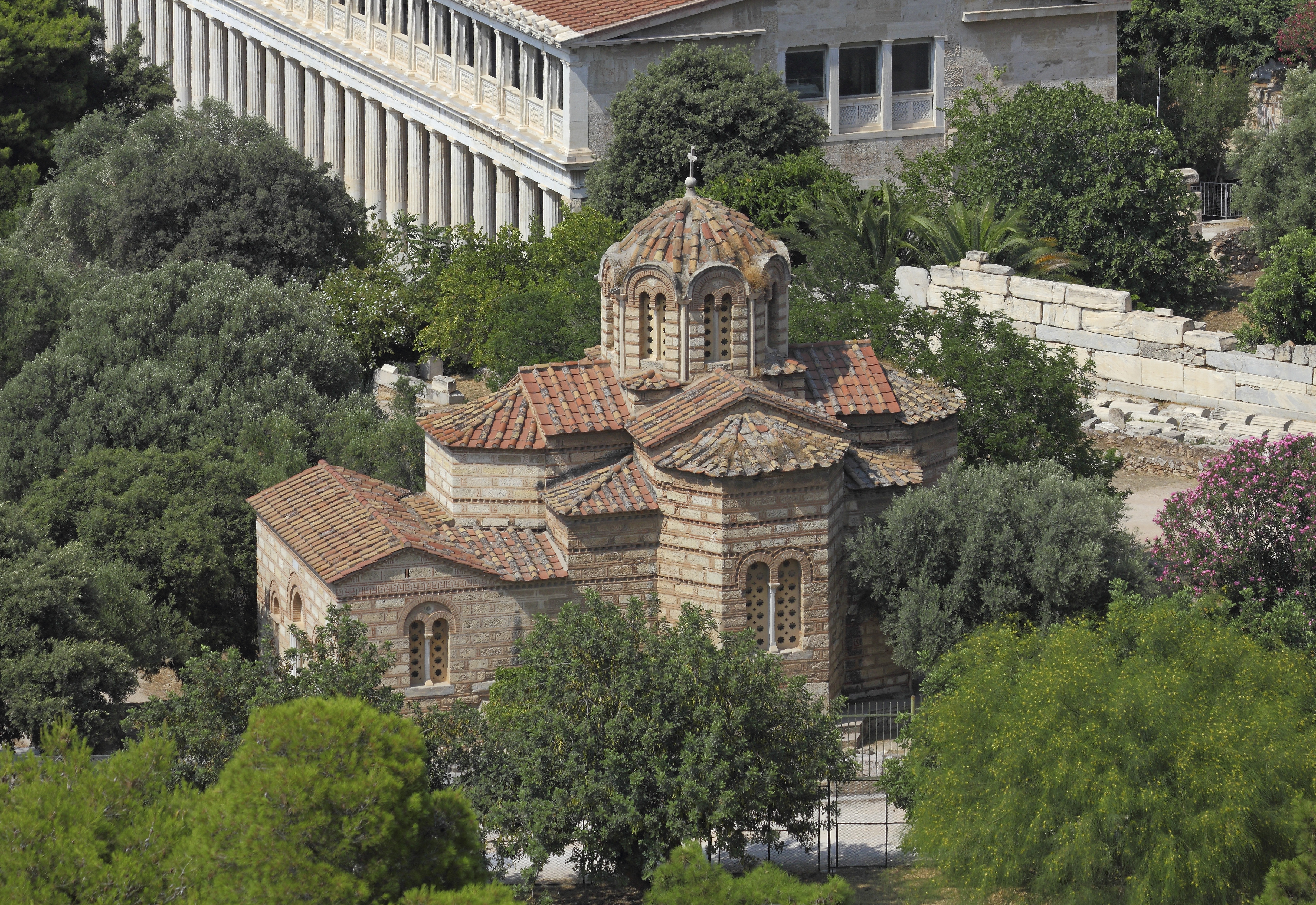
Православная церковь в Афинах (XI век)

Митрополит Афин Михаил Хониат написал послание Алексею III, в котором рассказал о положении города. Он указывал на жадность сборщиков налогов и грабежи населения преторами. Но наиболее тягостной повинностью для населения Аттики был корабельный налог, введённый ещё Мануилом I. Его размер назначался произвольно и для Афин составлял 8000 франков.
Несмотря на уплату налога, никаких новых военных кораблей в феме так и не появилось. В это время в Эгейском море буйствовал генуэзский пират Гаффоре, а византийское правительство использовало против него его калабрийского коллегу Джиованни Стирионе, который также обирал приморские города Аттики.
Сам император являл своим поданным лучший пример. Прознав о том, что на Чёрном море потонул корабль, шедший из Грузии, басилевс отправил туда флотилию из 6 военных кораблей. Официальной целью экспедиции было поиск груза, но в действительности моряки должны были разграбить караван купеческих судов, плывший в Амис. Позже ромейские купцы напрасно упрашивали Ангела Комнина навести порядок, так как их собственность уже давно перешла в царскую казну. Только конийский султан Рукн-ад-дин получил возмещение материального ущерба — 50 мин серебра.

### Религиозная политика
В отличие от своего брата Исаака, смещавшего неугодных ему константинопольских патриархов, Алексей был более деликатен. В его правление разгорелся богословский спор о евхаристии, суть которого состояла в следующем вопросе:
Святое тело Христово, которого мы приобщаемся, так ли нетленно, каким оно стало после страданий и воскресения, или тленно, каким оно было до страданий?
По мнению патриарха Иоанна Каматира, тело Христа было нетленно, однако его противники — бывший патриарх Георгий Ксифилин и монах Сикидита — придерживались обратного утверждения о тленности, бездушности и безжизненности. Ангел Комнин поддержал идею о нетленности Мессии, тем самым поставив точку в данном диспуте.

## Сепаратизм
В Византии продолжалось феодальное развитие, основу которого заложил Алексей I Комнин. К началу XII века на острове Крит существовали феодальные владения Хортатов, Мелиссинов, Лигинов и Властов; в Ахее и Мессении правили Враны и Кантакузины. В Лаконии большим влиянием обладали Хамареты и Лев Сгур.
Правление Ангелов было весьма неспокойным временем, и с момента их появления на императорском престоле в стране начинает развиваться сепаратистское движение.
После клятвенного, как я [Никита Хониат] сказал, подтверждения с обеих сторон мирных условий, он упросил прибыть к себе Алексея чрез старшего зятя своего, Алексея же, которого посылал к нему с божественным евангелием в поручительство святости своих обещаний, и таким образом заманив его к себе, приказал связать его и заключить в оковы, в превратном смысле приводя в своё оправдание известное место из псалмов Давидовых: с преподобным преподобен будеши и со строптивым развратишися

### Отпадение Иванко
Для защиты окрестностей Филиппополя Иванко начал сооружение многочисленных укреплений, что сильно удивило советников императора. Но государь считал верность болгарина неоспоримой, так как тот вскоре должен был жениться на его внучке Феодоре. Однако будущий зять поднял восстание, и на его подавление были направлены войска под управлением Мануила Камица (зятя Алексея III). Бунтовщик смог пленить полководца, и Ангел решил сам отправиться в поход.
Императорские воины смогли захватить крепость Стенимах, а укрывшихся в ней сторонников Иванко продали в рабство. На предложения Ангела о сдаче бунтовщик требовал возвратить захваченные у него земли, а также прислать Феодору. Император пообещал сделать это, но как только Иванко прибыл в лагерь, приказал арестовать его.

### Мятеж Хриза
Добромир Хриз, получив в Византии политическое убежище, вскоре начал нападать на ромейские города. Ангел Комнин направился на него с собственным войском, посетив по пути Кипсалу и Фессалоники. Хриз укрепился в крепости Просек, находившейся в скалистой местности и омываемой рекой Вардар. Полководцы рекомендовали императору захватить подвластные Добромиру сёла и города и лишь после этого приступить к осаде крепости. Но придворные убедили Алексея приступить к немедленному штурму.
Сначала успех был на стороне византийцев, но у них не было лестниц и осадного оборудования для разрушения стен. Из-за этого им пришлось отступить, перенеся главный штурм на следующий день. Гарнизон успешно отразил новое нападение и в ходе дальнейшей ночной вылазки уничтожил осадные машины и разграбил палатку протовестиария.
После этого басилевс согласился на заключение мирного договора, по которому отдавал Хризу Просек и Струмицу, а также женил его на своей родственнице. Но Хриз не довольствовался этими дарами. Выкупив из болгарского плена родственника императора Мануила Камицу, Добромир при его поддержке к 1201 году смог занять большую часть Македонии и Фессалии. 

## Свержение

### Бегство племянника
Ослепив своего младшего брата, Алексей III Ангел пощадил его сына. Племянник проживал в Константинополе, но в марте 1202 года бежал оттуда с помощью воспитателя. Покинув родину, Ангел отправился в Германию, чей правитель Филипп Швабский был женат на его сестре Ангелине. Посетив немецкий и папский дворы, царевич смог найти поддержку только у участников Четвёртого крестового похода.
В то время как юноша находился там, все знатные бароны и дож Венеции также собрались в палатке маркиза; и они судили и рядили о том о сём и в конце концов спросили у юноши, что он сделает для них, если они поставят его императором и возложат на него в Константинополе корону; и он ответил им, что сделает всё, чего бы они ни пожелали
Согласно договору, крестоносцы наняли у торговой республики транспорт на 4500 рыцарей, 9000 оруженосцев и 20 000 пехотинцев, но в итоге им удалось собрать только треть от названного количества. Имея существенный долг перед Венецией, воинам Христа по её указке пришлось разграбить католический город Задар, из-за чего они были отлучены от церкви.
В этот момент их и настиг Алексей, который попросил восстановить его вместе с отцом на византийском престоле. В обмен Ангел обещал выплатить 200 000 марок, помочь флотом и отрядом в 10 000 воинов в завоевании Египта и содержать 500 солдат в Святой Земле, а также подчинить византийскую церковь Святому Престолу. Это предложение понравилось как крестоносцам, так и венецианцам, и европейский флот отправился к Константинополю.

### Взятие Константинополя
Если ещё при Мануиле Комнине византийский флот считался серьёзной силой, то уже при Исааке его строительство было отдано на откуп венецианцам. При его брате ситуация не изменилась: дука флота Михаил Стрифн уже давно продавал якоря, паруса, канаты, гвозди и вёсла из арсеналов своего ведомства. Для постройки нового флота не позволялось вырубать заповедный лес, на страже которого стояли императорские представители. К моменту прибытия крестоносцев в константинопольской гавани не нашлось ни одного военного судна.
В конце июня 1203 года европейцы прибыли к столице Византии. Алексей III встретил их у городских стен с 70-тысячным войском, которое было разбито в ходе дальнейшего сражения. Ромеи укрылись в Константинополе, а Ангел Комнин послал в лагерь крестоносцев своего представителя — итальянца Николло Росси. Басилевс предлагал им покинуть его владения и был готов предоставить провизию и денежное обеспечение. Но европейцы настаивали на передаче власти его племяннику Алексею.
Началась осада города, в ходе которой европейцы смогли захватить Галатскую башню и разломать цепь, закрывавшую проход в бухту Золотой Рог. В июле гарнизон совершил удачную вылазку, но басилевс не воспользовался её итогами.
Вызвав своими действиями волну народного недовольства, 18 июля Алексей III бежал из столицы в Адрианополь, забрав с собой 10 кентинариев золота и дочь Ирину.

## Изгнанник

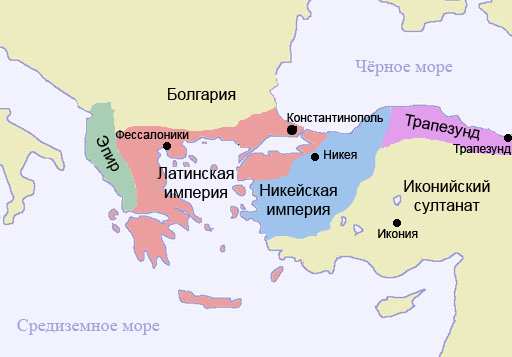
Государства, возникшие после захвата Константинополя в 1204 году

Добравшись до города, Ангел Комнин попытался собрать войско против крестоносцев. Но его преследовали коронованный 1 августа император Алексей IV Ангел и Бонифаций Монферратский. Последний оттеснил бывшего правителя в Мосинополь, где к нему присоединились жена, дочь Евдокия и её любовник — смещённый император Алексей V. Несмотря на бурные протесты дочери, Ангел ослепил её спутника в бане и отдал латинянам.
Алексей решил объединить усилия с архонтом Львом Сгуром, который с 1202 года успел захватить Аргос, Коринф и Фивы, и для этого отдал ему Евдокию. Но тот не смог победить крестоносцев и бежал в Коринф, где и умер в 1208 году.

## Последняя интрига
В 1205 году Алексей был захвачен Бонифацием Монферратским, который заточил его в темнице в Монферрате. Через несколько лет он смог получить свободу, и пытался найти поддержку в Эпире, где правил его кузен Михаил I Комнин Дука, и Фесалии.
В 1211 году Ангел Комнин смог найти приют у правителя Конийского султаната Кей-Хосрова I. Мусульманин помнил оказанный ему приём в Константинополе, и с большим уважением относился к ромеям. Так, своему свёкру Мануилу Маврозому он даровал земли в районе Меандра.

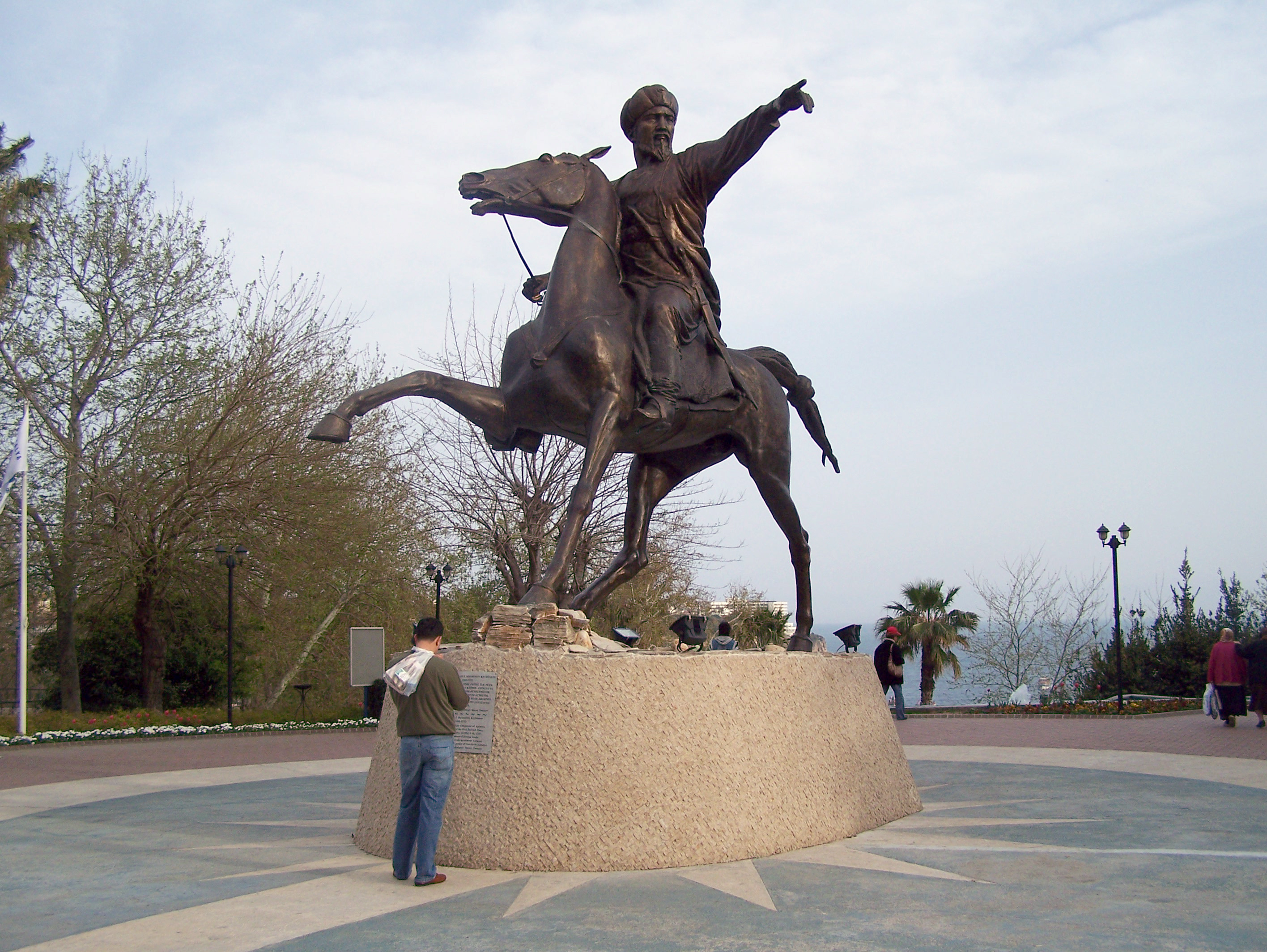
Памятник Кей-Хосрову в Анталье

Правитель соседней Никейской империи Феодор I Ласкарис был зятем Алексея III. Однако свёкор начал упрашивать султана помочь свергнуть своего царственного родственника. Хосров не мог отказать, так как с помощью этого похода мог присоединить к своей державе новые владения. Сначала он потребовал от никейского правителя отречения в пользу Ангела и, получив отказ, начал собирать войска.
Собрав 20 000 воинов, султан вместе с Алексеем отправился осаждать город Антиохия на реке Меандр. Вскоре сюда прибыл Феодор с двухтысячным кавалерийским отрядом, из которых 800 человек были латинянами. В битве в долине Меандра никейские наёмники были перебиты, а Ласкарис сбит с коня палицей Хосрова. Султан приказал схватить правителя, но его соперник подсёк ноги коню мусульманского государя. Тот упал с жеребца, и Феодор отрубил ему голову, подняв её потом на копьё.
После этого воины султана бежали, а Алексей Ангел был пленён и отправлен в монастырь Иакинфа, где потом, возможно, был ослеплён. Там в 1211 году бывший византийский басилевс и умер.

## Семья
В браке с Ефросиньей Дукиней Каматирой, у Алексея было три дочери:
- Ирина Ангелина — первый раз вышла замуж за Андроника Контостефана, во второй — за Алексея Палеолога. Является бабушкой византийского императора Михаила VIII[12];
- Анна Ангелина — в первый раз ставшая супругой севастократора Исаака Комнина (внучатого племянника Мануила Комнина), во второй — никейского императора Феодора Ласкариса[12];
- Евдокия Ангелина Комнина. Была выдана замуж за сербского жупана Стефана Неманича, во второй раз — за византийского императора Алексея V Мурзуфла, в третий — за правителя Коринфа Льва Сгура[12].

## Личность
Если для царей великое и трудное дело не подрезать в уровень с другими выдающихся из ряду колосьев и не мстить жестоко своим обидчикам, то и в этом отношении нельзя не отдать чести Алексею: он не выкалывал глаз для распространения тьмы, не обрезал ни рук, ни ног, как грозди с винограда, и не мясничал над людьми
Ослепив Исаака, Алексей продемонстрировал отсутствие морали и собственную жажду власти. После обретения престола он также продолжал использовать хитрость и обман.
Однако при новом правителе практически не применялись казни и пытки, хотя у Ангела было немало политических противников. Басилевс был вежливым и добродушным человеком, готовым спокойно выслушать не только просьбы и предложения, но и критику.
Но это не искупало его недостатков, к которым можно отнести отсутствие призвания к военному и управленческому ремеслу. Подданные императора дали своему правителю насмешливое прозвище «Имеющий хлопковый прут» — Бамбакорабд (греч. Βαμβακοράβδης).
Помимо этого, он был весьма слабовольным человеком, подверженным влиянию своих сторонников и родных. Больше всего этим пользовалась жена Алексея — Ефросинья. При приёме иностранных послов выставлялись два трона, на которых восседали супруги.